# Gran Premio Ciclista la Marsellesa 2022
La 43.ª edición de la clásica ciclista Gran Premio Ciclista La Marsellesa fue una carrera en Francia que se celebró el 30 de enero de 2022 con inicio y final en la ciudad de Marsella sobre un recorrido de 174,3 kilómetros.
La carrera formó parte del UCI Europe Tour 2022, calendario ciclístico de los Circuitos Continentales UCI, dentro de la categoría 1.1 y fue ganada por el belga Amaury Capiot del Arkéa Samsic. Completaron el podio, como segundo y tercer clasificado respectivamente, el danés Mads Pedersen del Trek-Segafredo y el español Francisco Galván del Kern Pharma.

## Equipos participantes
Tomaron parte en la carrera 21 equipos: 9 de categoría UCI WorldTeam, 8 de categoría UCI ProTeam y 4 de categoría Continental. Formaron así un pelotón de 143 ciclistas de los que acabaron 130. Los equipos participantes fueron:
| WorldTeams (9)- AG2R Citroën Team - Cofidis - Groupama-FDJ - EF Education-EasyPost - Intermarché-Wanty-Gobert Matériaux - Israel-Premier Tech - Trek-Segafredo - UAE Team Emirates - Lotto-Soudal ProTeams (8)- B&B Hotels-KTM - Arkéa-Samsic - TotalEnergies - Bingoal Pauwels Sauces WB - Equipo Kern Pharma - Sport Vlaanderen-Baloise - Uno-X Pro Cycling Team - Caja Rural-Seguros RGA Equipos continentales (4)- Go Sport-Roubaix Lille Métropole - Saint Michel-Auber 93 - UC Nantes Atlantique - Nice Métropole Côte d'Azur |
| |

## Clasificación final
- La clasificación finalizó de la siguiente forma:[3]

| \| Clasificación general \| Clasificación general \| Clasificación general \| Clasificación general \| Clasificación general \| \| Ciclista \| Ciclista \| Equipo \| Tiempo \| \| \| --------------------- \| --------------------- \| ---------------------------------- \| --------------------- \| --------------------- \| \| 1.º \| Amaury Capiot \| Arkéa-Samsic \| 4 h 31 min 11 s \| \| \| 2.º \| Mads Pedersen \| Trek-Segafredo \| + 0 s \| \| \| 3.º \| Francisco Galván \| Equipo Kern Pharma \| + 0 s \| \| \| 4.º \| Edvald Boasson Hagen \| TotalEnergies \| + 0 s \| \| \| 5.º \| Benoît Cosnefroy \| AG2R Citroën Team \| + 0 s \| \| \| 6.º \| Bryan Coquard \| Cofidis \| + 0 s \| \| \| 7.º \| Georg Zimmermann \| Intermarché-Wanty-Gobert Matériaux \| + 0 s \| \| \| 8.º \| Diego Ulissi \| UAE Team Emirates \| + 0 s \| \| \| 9.º \| Alessandro Covi \| UAE Team Emirates \| + 0 s \| \| \| 10.º \| Alberto Bettiol \| EF Education-EasyPost \| + 0 s \| \| |                      |                                    |                 |
| |                      |                                    |                 |
| Fuente: ProCyclingStats |                      |                                    |                 |
| Clasificación general |                      |                                    |                 |
| Ciclista | Ciclista             | Equipo                             | Tiempo          |
| 1.º | Amaury Capiot        | Arkéa-Samsic                       | 4 h 31 min 11 s |
| 2.º | Mads Pedersen        | Trek-Segafredo                     | + 0 s           |
| 3.º | Francisco Galván     | Equipo Kern Pharma                 | + 0 s           |
| 4.º | Edvald Boasson Hagen | TotalEnergies                      | + 0 s           |
| 5.º | Benoît Cosnefroy     | AG2R Citroën Team                  | + 0 s           |
| 6.º | Bryan Coquard        | Cofidis                            | + 0 s           |
| 7.º | Georg Zimmermann     | Intermarché-Wanty-Gobert Matériaux | + 0 s           |
| 8.º | Diego Ulissi         | UAE Team Emirates                  | + 0 s           |
| 9.º | Alessandro Covi      | UAE Team Emirates                  | + 0 s           |
| 10.º | Alberto Bettiol      | EF Education-EasyPost              | + 0 s           |

## Ciclistas participantes y posiciones finales
Convenciones:
- AB-N: Abandono en la etapa "N"
- FLT-N: Retiro por llegada fuera del límite de tiempo en la etapa "N"
- NTS-N: No tomó la salida para la etapa "N"
- DES-N: Descalificado o expulsado en la etapa "N"

## UCI World Ranking
El Gran Premio Ciclista La Marsellesa otorgó puntos para el UCI World Ranking para corredores de los equipos en las categorías UCI WorldTeam, UCI ProTeam y Continental. Las siguientes tablas son el baremo de puntuación y los diez corredores que obtuvieron más puntos:
| Posición   | 1.º | 2.º | 3.º | 4.º | 5.º | 6.º | 7.º | 8.º | 9.º | 10.º | 11.º | 12.º | 13.º-15.º | 16.º-25.º |
| Puntuación | 125 | 85  | 70  | 60  | 50  | 40  | 35  | 30  | 25  | 20   | 15   | 10   | 5         | 3         |

| Clasificación |                      |                                    |        |
| Posición      | Ciclista             | Equipo                             | Puntos |
| ------------- | -------------------- | ---------------------------------- | ------ |
| 1.º           | Amaury Capiot        | Arkéa Samsic                       | 125    |
| 2.º           | Mads Pedersen        | Trek-Segafredo                     | 85     |
| 3.º           | Francisco Galván     | Kern Pharma                        | 70     |
| 4.º           | Edvald Boasson Hagen | TotalEnergies                      | 60     |
| 5.º           | Benoît Cosnefroy     | AG2R Citroën                       | 50     |
| 6.º           | Bryan Coquard        | Cofidis                            | 40     |
| 7.º           | Georg Zimmermann     | Intermarché-Wanty-Gobert Matériaux | 35     |
| 8.º           | Diego Ulissi         | UAE Emirates                       | 30     |
| 9.º           | Alessandro Covi      | UAE Emirates                       | 25     |
| 10.º          | Alberto Bettiol      | EF Education-EasyPost              | 20     |